# Чавка
Чавка (болг. Чавка) — село в Болгарии. Находится в Кырджалийской области, входит в общину Кирково. Население составляет 28 человек.

## Политическая ситуация
В местном кметстве Самокитка, в состав которого входит Чавка, должность кмета (старосты) исполняет Мохамед Расим Емурла (Движение за права и свободы (ДПС)) по результатам выборов правления кметства.
Кмет (мэр) общины Кирково —  Шукран Кязим Идриз (Движение за права и свободы (ДПС)) по результатам выборов в правление общины.